# Horst Nemec
Horst Nemec (25. ledna 1939 – 23. června 1984) byl rakouský fotbalista.
Hrál útočníka hlavně za Austrii Vídeň.

## Hráčská kariéra
Horst Nemec hrál útočníka za Helfort Wien, Austrii Wien a First Vienna FC. V Austrii se stal 3× králem střelců rakouské ligy a vyhrál s ní 3× ligu.
V reprezentaci hrál 29 zápasů a dal 16 gólů.

## Úspěchy

### Klub
Austria
- Rakouská liga (3): 1961, 1962, 1963
- Rakouský pohár (3): 1960, 1962, 1963

### Individuální
- Král střelců rakouské ligy (3): 1961, 1962, 1964